# Pseudocrenilabrina
Die Pseudocrenilabrina sind eine in Afrika vorkommende Gruppe der Buntbarsche (Cichlidae). Die Gattung Pseudocrenilabrus kommt im Einzugsbereich des Nils und des Kongos und im südlichen Afrika vor, die übrigen Angehörigen der Untertribus im Mwerusee, im Kunene und im nördlichen Sambia.

## Merkmale
Die verschiedenen Arten der Pseudocrenilabrina sind normalerweise kleine Fische mit einem mehr oder weniger langgestreckten Körper. Dass einzige gemeinsame Merkmal der drei Gattungen Pseudocrenilabrus, Lufubuchromis und Palaeoplex ist das Vorhandensein des „Pseudocrenilabrus-Flecks“, eines roten oder orangefarbenen Flecks, der auf der distalen Spitze des weichen Afterflossenabschnitts liegt. Eiflecke fehlen. Die verschiedenen Arten der Pseudocrenilabrina haben 26 bis 31 Wirbel, davon 12 bis 14 Rumpfwirbel und 14 bis 18 Schwanzwirbel. Alle Arten der Pseudocrenilabrina sind Maulbrüter.

## Gattungen
Zu den Pseudocrenilabrina gehören drei Gattungen mit vier Arten und sechs weitere Arten aus den nicht monophyletischen Gattungen Orthochromis und Thoracochromis, deren Zugehörigkeit mit Hilfe von DNA-Vergleichen ermittelt wurde.
- Lufubuchromis Schedel, Kupriyanov, Katongo & Schliewen, 2020
- Palaeoplex Schedel, Kupriyanov, Katongo & Schliewen, 2020
- Pseudocrenilabrus Fowler, 1934
- Thoracochromis moeruensis (Boulenger, 1899)
- Orthochromis machadoi (Poll, 1967)
- Orthochromis kalungwishiensis (Greenwood & Kullander, 1994)
- Orthochromis luongoensis (Greenwood & Kullander, 1994);
- Orthochromis katumbii Schedel, Vreven, Manda, Abwe, Manda, & Schliewen, 2018
- Orthochromis mporokoso Schedel, Vreven, Manda, Abwe, Manda, & Schliewen, 2018